# Fatemeh Motamed Aria
Fatemeh Motamed Aria (in persiano: فاطمه معتمدآریا; Teheran, 29 ottobre 1961) è un'attrice iraniana.

## Biografia

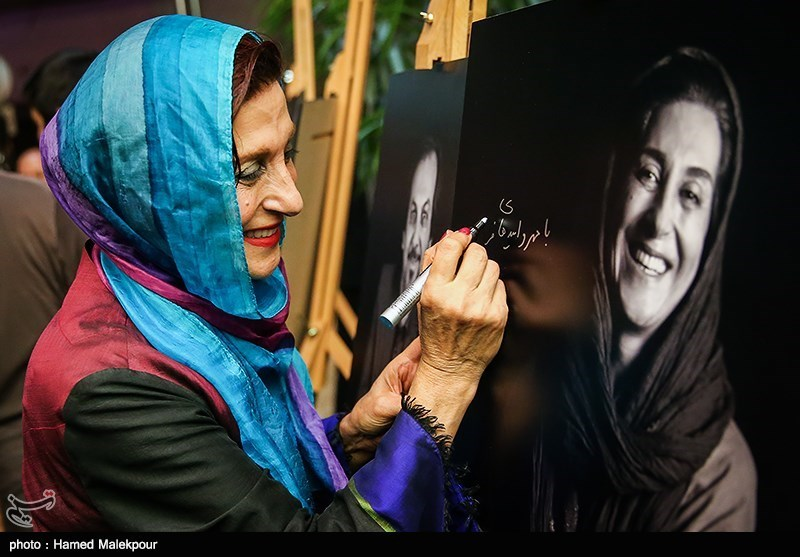
Fatemeh Motamed Aria nel 2019

A soli quattordici anni inizia a recitare in teatro e vi resta fino al 1979 quando – con la rivoluzione islamica - il nuovo regime proibisce la messa in scena di rappresentazioni teatrali.
Si diploma alla Facoltà delle arti di Teheran proprio nel 1979 e - grazie al cinema - raggiungerà notorietà in patria e fuori.
Simin – così la chiamano gli amici - è un'attrice della "vecchia generazione", quella nata prima della rivoluzione. È soprattutto un'innovatrice: esige la registrazione del suono in oresa diretta - senza doppiaggio nei suoi film – perché "un attore non deve necessariamente essere bella, deve saper recitare".
Debutta nel cinema in Hassan Dadshok'r Bookworm (1976) e vince numerosi premi. È una delle protagoniste della rinascita del cinema iraniano degli anni novanta con film che mostrano l'incrinarsi del rapporto tra la condizione femminile e le leggi morali islamiche, con storie d'amore e questioni sociali.
Ha interpretato più di 40 film con i massimi registi iraniani come Rakhshan Bani Etemad, decana del cinema iraniano (Rusari Abi), con Mohsen Makhmalbaf (C'era una volta il cinema (Nassereddin Shah, Actor-e Cinema) e Honarpisheh) e con il maestro Abbas Kiarostami in Safar di Alireza Raisian, dove Kiarostami è accreditato come sceneggiatore.

## Filmografia parziale

### Attrice

#### Cinema
- Tohfeha, regia di Ebrahim Vahidzadeh (1984)
- Jahizieh Baraye Robab, regia di Siamak Shayeghi (1987)
- Jedal, regia di Mohammad Ali Sajjadi (1987)
- Gomshodegan, regia di Mohammad Ali Sajjadi (1987)
- Yad o didar, regia di Rajab Mohammadin (1988)
- Setare o almas, regia di Siamak Shayeghi (1988)
- Mahmoole, regia di Sirus Alvand (1988)
- Barahoot, regia di Mohammad-Ali Talebi (1988)
- Reyhaneh, regia di Alireza Raisian (1990)
- The Scary Night of Lomo, regia di Sare Shafipour - cortometraggio (2019)

#### Televisione
- Arayeshgah Ziba - serie TV (1989)
- Gol-e pamchal - miniserie TV (1992)
- Ashpaz Bashi - serie TV, 1 episodio (2009)

### Doppiatrice
- School of mice - serie TV (1981) - Narenji
- Shahr-e mooshha, regia di Marzieh Boroomand e Mohammad-Ali Talebi (1986) - Narenji
- Gorbe-ye avaze-khan, regia di Kambuzia Partovi (1991) - Gorbe Zan Ussa